# 63式自動歩槍
63式自動歩槍 （簡体字: 63式自动步枪）は、中華人民共和国で設計された自動小銃であり、アサルトライフルと分類される場合もある。西側諸国では"Type68 rifle"とも呼ばれた。
“歩槍”とは中国語で歩兵銃、小銃の意である。

## 概要
63式自動歩槍は56式半自動歩槍（SKSカービンのライセンス生産型）と56式自動歩槍（AK-47アサルトライフルのライセンス生産型）の長所を共に備える小銃として開発された。
基本的には56式半自動歩槍から派生したもので、SKSカービンをベースとした設計ではあるが、回転ボルト閉鎖機構など内部機構の一部は56式自動歩槍に倣ったもので、AK-47系統のメカニズムに由来する。
1963年に制式化され、1969年より本格的な部隊配備および生産が始まったが、品質管理が徹底されず、工場の生産能力を超えた要求によって品質の低下が目立つようになり、同時期の各国の近代的アサルトライフルと比べると重量と全長が過大で、全自動射撃時の火力にも劣っていた。設計上の欠陥や不備、品質低下と再設計に伴う性能低下が露呈するにつれて配備部隊の将兵からの評価は下がる一方で、1978年には生産終了と退役が決定され、予備兵器となった。
1979年に勃発した中越戦争に際しては主力小銃の56式自動歩槍の不足を補うために再配備および生産再開が決定し、改良再設計が行われたが、再度の生産と配備も長くは続かず、後継の81式自動歩槍の採用によって程なく再度退役した。
中国人民解放軍で使用された他にも、アルバニア、北ベトナムおよびカンボジアを始めとした東南アジア諸国やアフリカ諸国に一定数が輸出された。1980年代後期には退役して余剰品となったものが半自動射撃機能のみに改造され、民生用ライフルとして西側諸国に輸出されている。

## 設計
63式自動歩槍は56式半自動歩槍をベースとした設計であり、ショートストロークピストン方式のガス圧利用方式を継承するが、ボルト閉鎖機構をティルティング・ボルト方式から56式自動歩槍（AK-47のライセンス生産品）を参考にしたターンロックボルト方式に変更し、ガスバイパス部分に規制子を追加、弾倉を固定式から着脱可能な箱型弾倉に変更、連射機構を追加する等、内部機構の一部に56式自動歩槍に由来する改良を行っている。セミオートのみであった56式半自動歩槍とは異なり、セミ/フルを切り替えられるセレクティブ・ファイア方式に変更されており、セレクターは銃の右側にあり、人差し指で操作する。
「切短型」と呼ばれる専用の20発箱型マガジンの他、AK47用の30発箱型マガジンが使用出来る。ただし、AK47のマガジンを使用する際にはボルトストップ装置の除去など小改造が必要である。1979年再設計型では無改造で使用できる。
そのほか、銃身下備え付けの折り畳み式銃剣や2段階式のガス圧調整装置（ガスレギュレーター）を備えており、レギュレーターは全自動射撃時の安定性の向上に寄与している。実弾ないし空砲でライフルグレネードを発射することも可能である。

### 装填方法
63式は4つの方法のいずれかで銃弾を装填できる。
1. 空の20発マガジンを装着し、ボルトを引いて開き、後方で固定する。この状態でSKSカービン用の装填クリップを使用して上部から銃弾を押し込む。
2. クリップがない場合、ボルトを引いて開き、後方で固定し、上部から1発ずつ押し込んで装填する。
3. あらかじめ20発マガジンに銃弾を装填しておき、マガジンを銃へ装着する。
4. ボルトストップ装置が取り外されたか切除された銃、あるいは1979年再設計型ならばAK用の30発マガジンが使用できる。ただし、この場合はボルトを開いて後方で固定することはできなくなるため、あらかじめ銃弾を装填しておいたマガジンを使わなければならない。

## 歴史

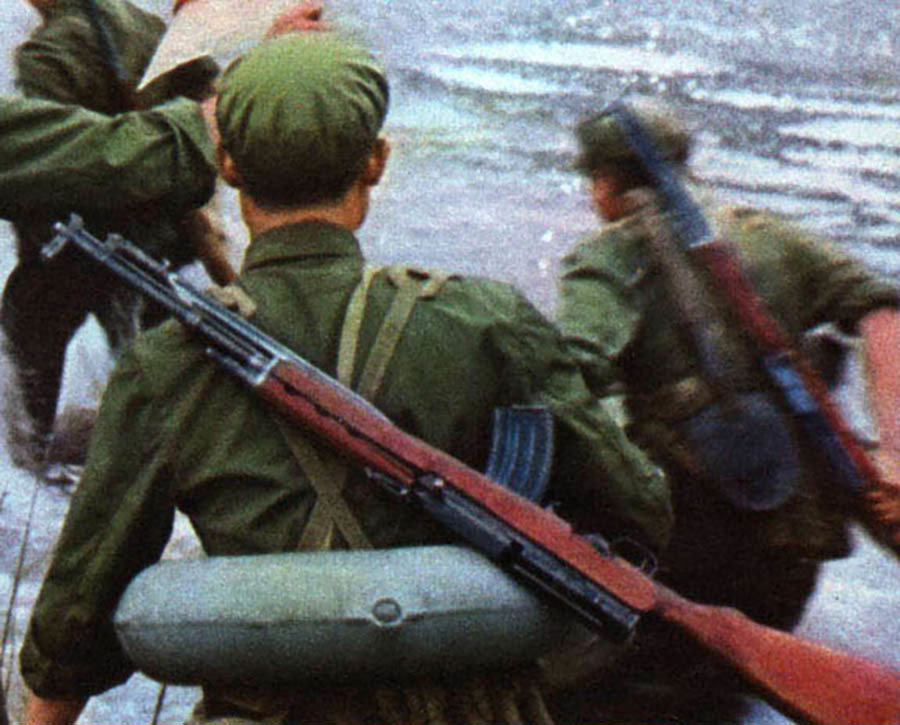
63式自動歩槍を背負った中国人民解放軍の兵士

### 背景
第二次世界大戦後、ソビエト連邦による対中軍事援助が始まった。この中で大量の小火器が供給され、中国側はソ連邦側による技術的・資金的援助のもとこれらのコピーと国産化を押し進めた。しかし1960年代の中ソ対立を経て、ソ連邦製兵器をそのままコピーすることはなくなり、中国における小火器開発は徐々に独自の道を歩み始めた。これに伴い「独立自主、自力更生」の原則に従った独自の自動小銃開発が求められていたこと、人民戦争理論を前提として全ての人民に支給可能な小銃が求められていたことが63式開発につながっていった。

### 設計
中国初の独自設計火器となる新型自動小銃には、56式半自動歩槍と56式自動歩槍の長所を共に備えることが期待された。56式半自動歩槍は射撃精度と銃剣格闘能力が長所とされ、一方の56式自動歩槍は精度や銃剣格闘能力では劣るものの、フルオート射撃が可能なので中近距離における火力が優れていた。この要求は「步冲合一」（小銃と短機関銃の統一）と表現された。
新型自動小銃の開発は重要なプロジェクトの1つと考えられており、詳細な指導が行われた。一方で大躍進政策の最中において早急な設計完了も求められていたこと、また前例のないプロジェクトであったことから、正規の研究プロセスは重視されなかった。開発時には以下のような指示が与えられていた。
- 国家はこの自動小銃を早急に必要としているため、可能な限り早く設計を完了すること。
- 新型自動小銃は全ての機能が半自動小銃より優れている必要があり、またセレクティブ・ファイア機能を備え、特にフルオート射撃時の精度が優れていなければならない。
- 開発は多数の人員投入を行える「三結合」体制（大学、軍、工場連携）によって行う。

1959年、「三結合」体制のもとで開発が始まった。開発チームには多数の学生が参加していた。砂地や寒冷地、あるいは渡河といった特殊状況での運用を行う信頼性テストが小銃としては初めて行われた。1963年、新型自動小銃が制式名称63式7.62mm自動歩槍(63式7.62mm自动步枪）として採用された。

### 性能低下
1963年に設計が完了した際、毛沢東主席や中央軍事委員会幹部による視察が行われた。この時点では63式の性能は十分満足のゆくものと評価されていた。その後、1969年になると「戦に備えよ、災害に備えよ、人民のために」（备战、备荒、为人民）という原則に従った政策のもと、63式の本格的な部隊配備および増産が始まった。およそ10万丁の新規調達が予定されていたが、文化大革命による混乱の最中にあって品質管理が徹底されず、また工場の生産能力を超えた要求も行われたため、次第に品質の低下が目立つようになっていった。後に生産効率の向上を目的として行われた再設計も性能悪化の原因となった。

### 時代遅れの銃
63式は中国人民解放軍が掲げる「多数の兵士が長距離射撃で敵を足止めし、最終的に銃剣を用いた肉弾戦に持ち込む」という第二次世界大戦以来の古典的戦闘ドクトリンを踏まえて設計された、いわば第二次世界大戦型の自動小銃だった。実際、63式は十分な射程と威力を誇り、中国人民解放軍の設計要求に適した小銃だったが、同時期各国で運用が始まっていたAK-47やM16に代表される各種の近代的アサルトライフルと比べると、SKSカービンに由来する63式はあまりにも重く長すぎ、フルオート射撃時の火力も劣っていた。さらに設計上の欠陥や不備、品質低下、再設計に伴う性能低下が露呈するにつれて、使用者たる兵士達からは「信頼できない銃」という評価を下された。1978年、生産終了および人民解放軍からの退役が宣言された。最終的な生産数は100万丁ほどだった。
1979年、中越戦争の勃発に伴い56式自動歩槍が不足し始めたため、残されていた63式の在庫の再配備および63式の生産再開が決定した。この際、何点かの改良を加えて再設計が行われ、56式自動歩槍の弾倉が無改造で使用できるようになったほか、内部機構の強度が向上した。ただし、全長は変わらず長大なためジャングルでは枝などに引っかかりやすい、56式の弾倉を装填した場合に抜けやすいといった問題が指摘されていた。

### その後

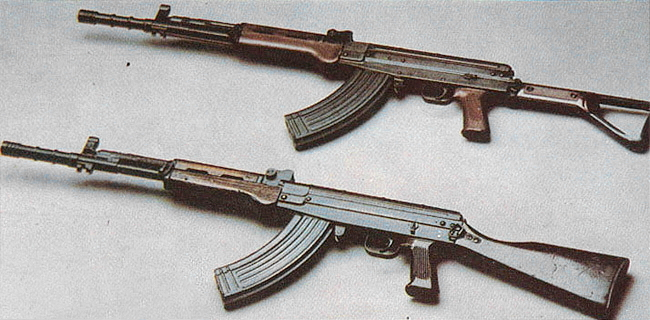
折畳銃床型の81-1式自動歩槍（上）および固定銃床型81式自動歩槍（下）

再生産と再配備も長くは続かず、後継の81式自動歩槍の採用によって63式は再度退役した。81式は63式をベースに設計されたアサルトライフルで、銃床を直銃床形とし、ピストルグリップを備えた突撃銃形式のデザインとなっている。退役した63式の一部は中国国内の民兵組織などに配備された。
1980年代後期、中国人民解放軍を退役して余剰品となった数千丁の63式はセミオートのみに改造され、民生用ライフルとしてオーストラリアなどに輸出された。だが、これらはある程度の知識と工作機械があれば簡単にフルオート機能を復帰させることが可能で、各国の税関はすぐさま回収を試みた。しかし大多数は現在も流出したままであり、そのうちどれほどがフルオート改造を受けたかは明らかになっていない。

## 運用国
中国人民解放軍以外では、アルバニア軍が大量に運用したことが知られている。1968年のワルシャワ条約機構脱退以来、アルバニアは自国同様にソ連との対立を深めていた中国とより強固な関係を得て、63式を大量に輸入した。
ベトナム戦争が勃発すると、軍事援助の一環として大量の63式が北ベトナムへ輸出された他、1970年代にはカンボジアなど東南アジア諸国やアフリカ諸国に一定数が輸出され、ソ連のアフガニスタン侵攻に際してはムジャヒディンの軍事援助として送られた。
インドネシアの西パプア州(旧西イリアン・ジャヤ州)では反政府組織パプア独立運動(Organisasi Papua Merdeka,OPM)の装備の中に63式が見られた他、バングラデシュにおける紛争でも63式が使用された。これらがオーストラリアなどで改造を受けたものなのか、あるいは中国から輸出されたものなのかはわかっていない。